# Азимов, Рузи Азимович
Рузи Ази́мович Ази́мов (узб. Рўзи Ази́мов; 22 сентября 1925—2006) — участник Великой Отечественной войны, пулемётчик 1124-го стрелкового полка (334-й стрелковой дивизии, 60-го стрелкового корпуса, 43-й армии, 1-го Прибалтийского фронта), Герой Советского Союза (1944), красноармеец.

## Биография
Родился 22 сентября 1925 года в селе Чукатепа Сузакского района ранее Ошской области ныне Джалал-Абадской области Киргизии в семье крестьянина. Образование неполное среднее. Работал счетоводом в колхозе.
С сентября 1943 года по май 1944 года проходил обучение в Ташкентском пехотном Краснознаменном ордена Красной Звезды училище имени В. И. Ленина.
На фронте с 3 июня 1944 года. Воевал на 1-м Прибалтийском фронте, участвовал в освобождении Белоруссии.
23 июня 1944 года у деревни Козоногово Шумилинского района Витебской области Белорусской ССР в решающий момент боя поднял бойцов в атаку. 25 июня 1944 года в числе первых форсировал Западную Двину в районе деревни Гринёво Шумилинского района Витебской области Белорусской ССР, ворвался в траншею противника и уничтожил большое количество вражеских солдат. В бою получил тяжелую контузию от близко разорвавшегося артиллерийского снаряда противника.
После ранения попал в госпиталь и уже не вернулся на фронт из-за тяжести контузии.
Звание Героя Советского Союза ему было присвоено 22 июля 1944 года в 19 лет за проявленные в бою мужество и героизм.

Из воспоминаний Героя Рузи Азимова о памятном бое:
«23 июня 1944 года наш полк получил приказ прорвать сильную оборону противника, выйти к Западной Двине, форсировать её и закрепиться на южном берегу, чтобы потом дать возможность переправиться через реку основным нашим силам. Батальон начал подготовку к переправе, из подручных материалов были сколочены плоты. Я в это время находился в укрытии и держал под наблюдением вражеский берег, чтобы в случае опасности открыть огонь. Когда плоты спустили на воду, я вместе с со всеми прыгнул на дощатый настил. Враг открыл ураганный огонь, когда плоты достигли середины реки. Многие, сраженные вражескими пулями, обагрили своей кровью воды Западной Двины. Но уничтожить всех бойцов десанта на воде гитлеровцам не удалось. Как только я почувствовал берег, быстро ворвался в окопы первой линии обороны, в упор расстрелял несколько захватчиков и занял выгодную для себя позицию. В это время, очень кстати нас поддержала огнём артиллерия с левого берега и на какое-то время ошеломила противника. Я воспользовался этим и поднял товарищей в атаку, уничтожив на пути четыре пулемётных расчёта врага. Невдалеке я заметил баньку, короткими пробежками пробрался к ней и стал, под прикрытием сруба поливать обороняющихся фашистов беспощадным огнём. Очень скоро фашисты поняли, откуда бьёт пулемёт, и обстреляли эту баню из миномётов. Один снаряд разорвался рядом со мной, и я был сильно контужен».

После возвращения работал в колхозе. В 1951 году окончил республиканскую партийную школу при ЦК КП(б) Киргизской ССР, а в 1965 году — Джалал-Абадское педагогическое училище. До 1974 года находился на хозяйственной и партийной работе, был председателем добровольного пожарного общества города Джалал-Абад.
Жил в Джалал-Абаде. Умер в 2006 году.

## Награды
- Медаль «Золотая Звезда» Героя Советского Союза № 4151 (22.07.1944)[2][3]
- Орден Ленина (22.07.1944)
- Орден Отечественной войны I степени
- Орден «Манас» III степени (05.05.2000 г.)

## Семья
Жена — Рокия, сын — Игорь Рузиевич Азимов.

## Память
- Решением депутатов Джалал-Абадкого городского кенеша от 27 марта 2007 года средней школе № 13 города Джалал-Абад было присвоено имя Р. Азимова.
- 8 мая 2007 года в средней школе № 13 города Джалал-Абад состоялось открытие бюста Р. Азимова.
- Имя Р. Азимова носила пионерская дружина школы № 12 в селе Чука-Тепа Сузакского района.
- В советское время, в Джалал-Абаде проводился традиционный Всесоюзный турнир юношеских футбольных команд на приз Героя Советского Союза Рузи Азимова, который был учреждён городским исполкомом и федерацией футбола Киргизии.